# Rocío Sánchez Moccia
Rocío Sánchez Moccia, född den 2 augusti 1988 i Buenos Aires i Argentina, är en argentinsk landhockeyspelare.

## Karriär
Rocío Sánchez Moccia tog OS-silver i damernas landhockeyturnering i samband med de olympiska landhockeytävlingarna 2012 i London. Vid olympiska sommarspelen 2020 i Tokyo var Sánchez Moccia återigen en del av Argentinas lag som tog silver i landhockey.